# گای اسکات
گای اسکات (انگلیسی: Guy Scott؛ زادهٔ ۱ ژوئن ۱۹۴۴) سیاست‌مدار اهل زامبیا است. وی از ۲۹ اکتبر ۲۰۱۴ تا ۲۵ ژانویه ۲۰۱۵ رئیس‌جمهور موقت زامبیا بود.